# Verbivka, Novoukraiinka
Verbivka (în ucraineană Вербівка) este un sat în comuna Glodosu din raionul Novoukraiinka, regiunea Kirovohrad, Ucraina.

## Demografie
Componența lingvistică a localității Verbivka
     Ucraineană (92,06%)
     Română (4,94%)
     Rusă (3%)
Conform recensământului din 2001, majoritatea populației localității Verbivka era vorbitoare de ucraineană (92,06%), existând în minoritate și vorbitori de română (4,94%) și rusă (3%).